# Jan Křtitel Krumpholtz
Jan Křtitel Krumpholtz, detto anche Jean Baptiste (Praga, 5 agosto 1747 – Parigi, 19 febbraio 1790), è stato un compositore e arpista ceco.

## Biografia
Nato a Praga il 5 agosto del 1747 da genitori musicisti, seguì il padre in Francia durante la giovinezza e si dedicò a studiare vari strumenti musicali. Il primo insegnante fu M. Saladin e poi il compositore Georg Christoph Wagenseil. Il 4 ottobre 1772 Krumpholtz eseguì la sua prima opera, il 1º Concerto per arpa e orchestra; ripeté lo stesso brano l'anno successivo, il 1º agosto 1773 alla corte degli Esterházy. Il giorno dopo Haydn lo richiedeva come musicista a corte. Fu un periodo che si protrasse fino al marzo 1776, anno in cui Krumpholtz iniziò la sua carriera concertistica europea, esibendosi a Lipsia, Francoforte e infine a Parigi.
L'estate del 1776 a Metz conobbe Margherite, che sposò. Partito per Parigi, Krumpholtz intraprese un'intensa carriera concertistica, affiancata dall'insegnamento e dalla composizione. Le sue opere, dedicate a personaggi dell'aristocrazia, vennero pubblicate per lo più dagli editori Cousineau e Nadermann. Krumpholtz e Nadermann, vicini di casa in Rue de l'Argenteuil, erano a contatto anche con Dussek e Mozart, residenti nelle vicinanze proprio negli stessi anni.
Nel 1774 Krumpholtz scrive le Sei sonate per flauto e arpa che compongono l'op. 8. Krumpholtz insegnava arpa a Mademoiselle de Guines, per cui Mozart scrisse il Concerto per flauto e arpa K299. È forse nei movimenti lenti che Krumpholtz esprime però meglio il suo genio e la sua natura malinconica: l'Adagio della Sonata IV, la Romance della Sonata I.
Krumpholtz ammise sempre che aveva grande difficoltà a scrivere gli accompagnamenti dei concerti o le parti cameristiche delle sue composizioni. Si appoggiò quindi per questo ad altri compositori come Haydn, Püchel e Rigel.
Per aiutare i cambi di dinamica, meticolosamente indicati sulla partitura, Krumpholtz inventò il meccanismo per un pedale addizionale con funzione di smorzatore da applicare all'arpa. Insoddisfatto comunque in generale della meccanica dell'arpa, Krumpholtz collaborò con i liutai Nadermann, Beaumarchais ed Érard. Le sue invenzioni vennero definitivamente approvate dall'Académie des Sciences et des Arts parigina nel 1787. L'arpa restava comunque con una meccanica a singolo movimento, cioè ogni pedale poteva essere abbassato di una tacca alzando così la nota corrispondente di un semitono. Il meccanismo era costituito da "uncini" o "grucce" che tiravano le corde, che per questo si rompevano spesso o vibravano rumorosamente.
Nel gennaio del 1783 la moglie di Krumpholtz, Margherite, morì di parto. Il 26 febbraio seguente, a un mese di distanza dalla morte della moglie, Krumpholtz sposava Anne-Marie Steckler Krumpholtz, conosciuta insieme alla moglie anni prima. Il successivo ottobre, incinta di otto mesi, Steckler si presentò in pubblico per un concerto scatenando uno scandalo. Altri due figli seguirono nel 1785 e nel 1787, ma nell'aprile del 1788 Anne-Marie si trasferì a Londra, città in cui sarebbe rimasta per sempre. Subì due processi ed ebbe vari figli illegittimi.
È nel 1788, quando Anne-Marie lo abbandona, che Krumpholtz, solo a Parigi, scrive alcune tristi frasi sulla propria vita. A chiusura della sua breve autobiografia, uscita postuma, vi è una nota del curatore, Jean-Marie Plane, allievo di Krumpholtz: «essendo vittima di una gelosia che non gli lasciava respiro, egli passò alla fine dall'amore alla devozione [...]. La sfortuna che l'aveva perseguitato così a lungo lo convinse a scegliersi come guida un prete fanatico e ignorante, il cui inutile consiglio, invece di rassicurare la sua anima turbata, servì solo a esacerbare i suoi dubbi. Stavamo allora raggiungendo quell'epoca memorabile che vide l'inizio della Rivoluzione Francese. Questo evento, che avvenne davanti ai suoi occhi, finì per confondere il suo povero cervello. Alla fine, non più capace di portare il fardello dei suoi problemi, egli pose fine alla sua vita».
Krumpholtz si suicidò il 19 febbraio 1790 gettandosi dal parapetto del Pont-Neuf e morendo annegato nella Senna.

## Audio
Sonata op.8 n.1: 1.Allegro, 2.Romance très lente, 3.Allegro Pastorale. Tratti da J.K. Krumpholtz: Sei Sonate op. 8 per flauto e arpa. Floraleda Sacchi (arpa), Claudio Ferrarini (flauto) (Aulia).